# Aeroporto de Pimenta Bueno
O Aeroporto municipal de Pimenta Bueno - RO (IATA: PBQ, ICAO: SWPM) fica localizado no município de Pimenta Bueno, estado de Rondônia.

## Reforma
Inaugurado em 2012, é um dos 6 aeroportos do estado de Rondônia  incluídos no PDAR – Plano de Desenvolvimento da Aviação Regional, do Governo Federal, embora ele esteja distante apenas 41km do Aeroporto de Cacoal.

## Companhias aéreas e destinos
Atualmente, nenhuma companhia aérea opera no local.

## Características
- ICAO: SWPM
- IATA: PBQ
- Coordenadas - Latitude: 11 38 30S Longitude: 61 10 52W
- Operação: VFR Diurno
- Pista: 1.300 x 25